# Suldrup
Suldrup er en mindre by i Himmerland med 1.380 indbyggere  (2024), beliggende i Suldrup Sogn, ca. 25 kilometer syd for Aalborg. Byen hører til Rebild Kommune og ligger i Region Nordjylland.
Det kendte danske band Souvenirs startede i 1993, i Hjeds nord for Suldrup.
Indtil 2007 lå Suldrup i Støvring Kommune.
I den vestlige ende af byen findes Suldrup Kirke. Ved kirkens våbenhus står Suldrup-stenen.
Ved Stensgade midt i byen findes jættestuen Stenshøj (de), der blev restaureret i 2009.

## Suldrup Skole
Suldrup Skole finder man i centrum af byen, lige ved siden af Stensbohallen. Der er klassetrin fra 0. klasse (børnehaveklasse) til 9. klasse. I 2016 er der 321 elever på Suldrup skole. Nuværende skoleleder er Marianne Nielsen.

## IK Frem Sønderup/Suldrup
Det meste sport i Suldrup foregår gennem den lokale idrætsforening, IK Frem Sønderup/Suldrup.
IK Frem Sønderup/Suldrup tilbyder følgende idrætsgrene:
fodbold, håndbold, gymnastik, badminton, petanque, motionscenter, floorball og tennis.